# Руберто, Агустин
Агусти́н Фабиа́н Рубе́рто (исп. Agustín Fabián Ruberto; родился 14 января 2006) — аргентинский футболист, нападающий клуба «Ривер Плейт».

## Клубная карьера
Уроженец Буэнос-Айреса, Руберто начал играть в футбол в возрасте четырёх лет в детской команде клуба «Баррио Нуэво». В 2011 году присоединился к футбольной академии клуба «Ривер Плейт». Сначала играл на позиции центрального защитника, но впоследствии был переведён на позицию центрфорварда, так как обладал необходимыми физическими и техническими навыками. В сезоне 2021 года забил 17 голов в 14 матчах за молодёжные команды «Ривер Плейт». В апреле 2022 года подписал профессиональный контракт с клубом.
В начале 2024 года продлил контракт с «Ривер Плейт» до декабря 2027 года с опцией выкупа в размере 30 млн евро. 28 января 2024 года дебютировал в основном составе «Ривер Плейт» в матче Кубка Профессиональной лиги Аргентины против «Архентинос Хуниорс». Три дня спустя забил свой первый гол за клуб в матче против «Барракас Сентраль».

## Карьера в сборной
В 2022 году сыграл на Турнире Монтегю, забив три гола в четырёх матчах.
Весной 2023 года сыграл на Южноамериканском чемпионате среди игроков до 17 лет, забив три гола («дубль» в матче против Венесуэлы и гол в матче против Перу).
В ноябре 2023 года сыграл на чемпионате мира среди игроков до 17 лет, который прошёл в Индонезии. На турнире отметился голами в матчах группового этапа против сборных Сенегала, Японии и Польши. В 1/8 финала сделал «дубль» в игре против Венесуэлы, а в полуфинале против Германии сделал «хет-трик», однако аргетинцы проиграли в том матче в серии послематчевых пенальти. По итогам турнира в Индонезии Руберто забил 8 голов, выиграв «Золотую бутсу» юношеского чемпионата мира

## Достижения
Личные достижения
- Лучший бомбардир чемпионата мира (до 17 лет): 2023 (8 голов)[9]